# Oratoriekören (Strängnäs)
Oratoriekören är en blandad kör till Strängnäs domkyrkoförsamling med Aspö. Körledare och dirigent sedan 1980 är Torvald Johansson. Kören uppför mestadels konsertmusik, men medverkar även vid enstaka gudstjänster. Kören repeterar i Strängnäs Domkyrka en gång i veckan. Man åker ofta runt och sjunger både inom och utom landets gränser. Bland annat deltog kören som enda svenska kör vid högtidlighållandet av den heliga Birgitta 700-årsdag i Vatikanen 2003. 
1997 medverkade kören tillsammans med Strängnäs Domkyrkokör, Ceciliakören och Mikaelskören på en julskiva med 20 sånger på.  